# گربه پوست‌لاک‌پشتی

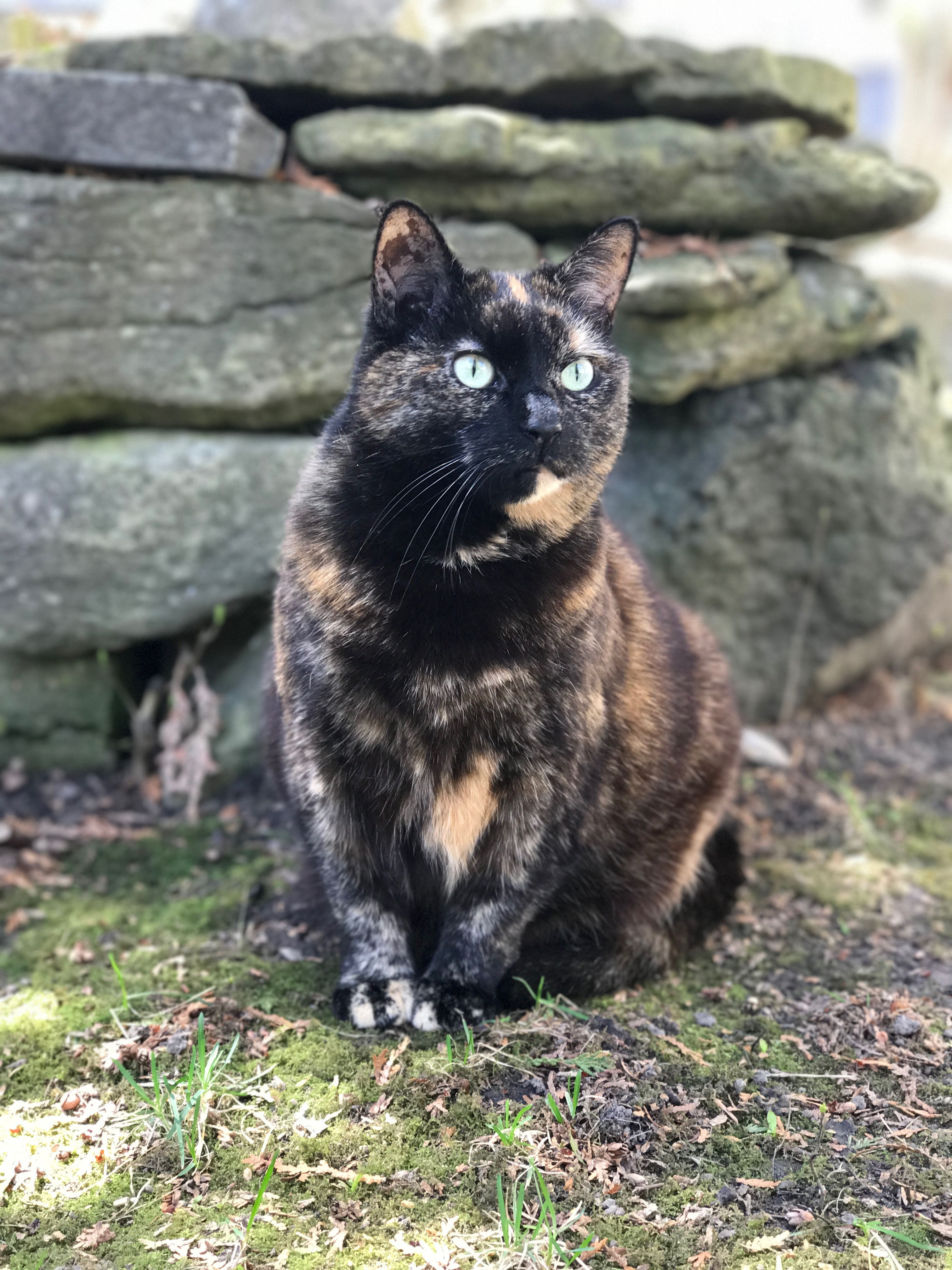
گربه پوست‌لاک‌پشتی با موی کوتاه

گربه پوست‌لاک‌پشتی، گربه‌ای است که به دلیل مشابهت پوستش با رنگ و الگوهای لاک‌پشت، به این اسم نام‌گذاری شده‌است. گربه‌های پوست‌لاک‌پشتی تقریباً در همه موارد مؤنث هستند. گربه‌های مذکر پوست‌لاک‌پشتی بسیار کم‌یاب و معمولاً نابارور هستند.
در این گربه‌ها، دو رنگ غیر از سفید با هم ترکیب می‌شوند. معمولاً این رنگها قرمز و سیاه توصیف می‌شوند، اما قسمت‌هایی که «قرمز» دیده می‌شوند می‌تواند نارنجی، زرد، یا کرمی باشند و قسمتهایی که «سیاه» دیده می‌شوند می‌تواند معمولاً شکلاتی، خاکستری، خاکستری مایل به قرمز، یا آبی باشند.
نام گربه‌های پوست‌لاک‌پشتی معمولاً تنها برای گربه‌هایی به کار می‌رود که نشانه‌گذاری سفید خیلی اندک یا هیچ نشانه‌گذاری سفیدی در آنها نیست. در عوض گربه‌هایی که بیشتر سفید هستند و الگوهای پوست‌لاک‌پشتی مانند در پوست آنها وجود دارند «سه‌رنگ» نامیده می‌شود. الگوهای گربه‌های پوست‌لاک‌پشتی معمولاً در نژادهای مختلف دیده می‌شود.

## ژنتیک
لئونارد دانکاستر اولین کسی بود که ثابت کرد لاک لاک پشت هتروزیگوت ماده نارنجی و سیاه است که نر مربوطه نارنجی است. او در طول مطالعات خود متوجه شد که نر لاک پشت نادر اغلب عقیم است. 

## شخصیت گربه پوست‌لاک‌پشتی[۲]

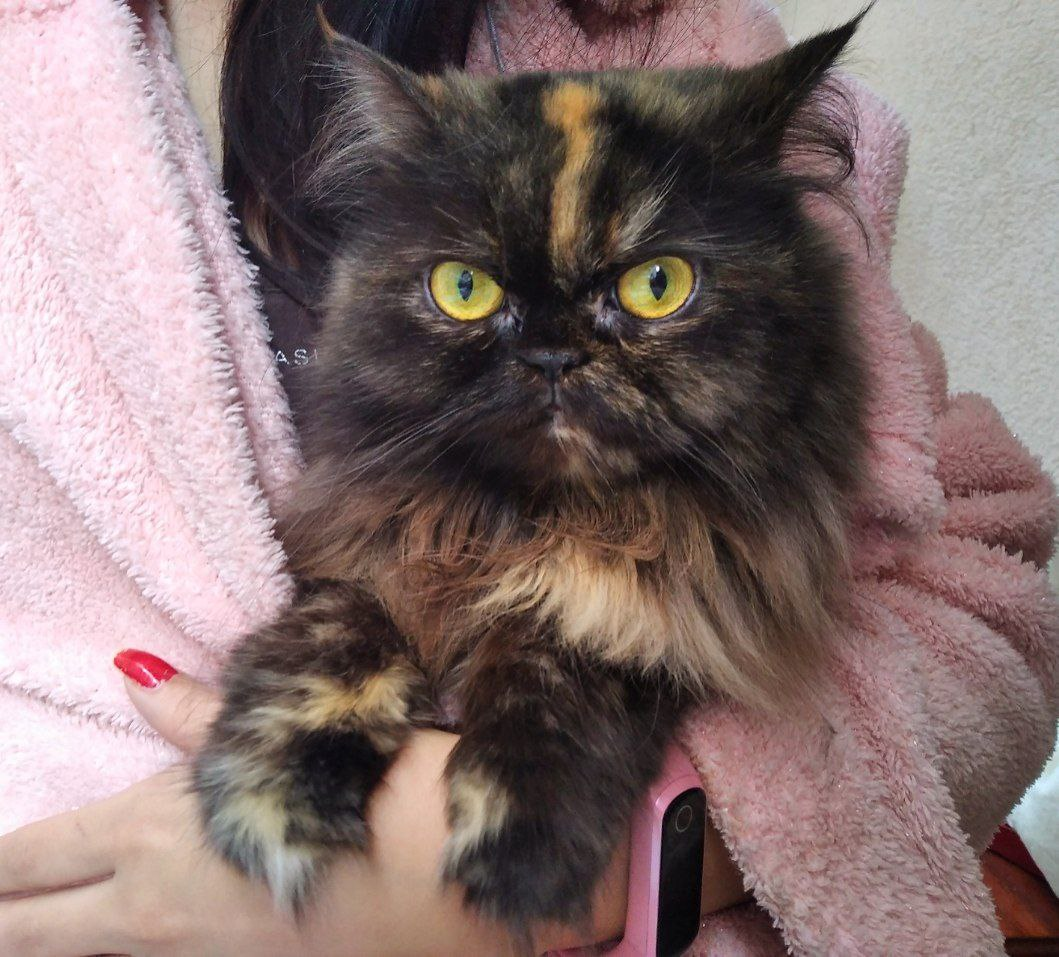
ویسنا (گربه پوست لاکپشتی مو بلند) نژاد پرشین چینچیلا

این گونه گربه معمولاً دارای اراده قوی و کمی تندخو است و می‌توانند در برابر صاحب خود بسیار صاحب اختیار رفتار کنند. سایر صفاتی که برای توصیف این نوع می‌توان به کار برد: به شدت مستقل، پر جنب و جوش و غیرقابل پیش بینی.
آنها معمولاً بسیار پرحرف هستند و حضور و نیازهای خود را با هر چیزی از هیس تا میو میو کردن و یا خرخر نشان می‌دهند.

## تصاویر

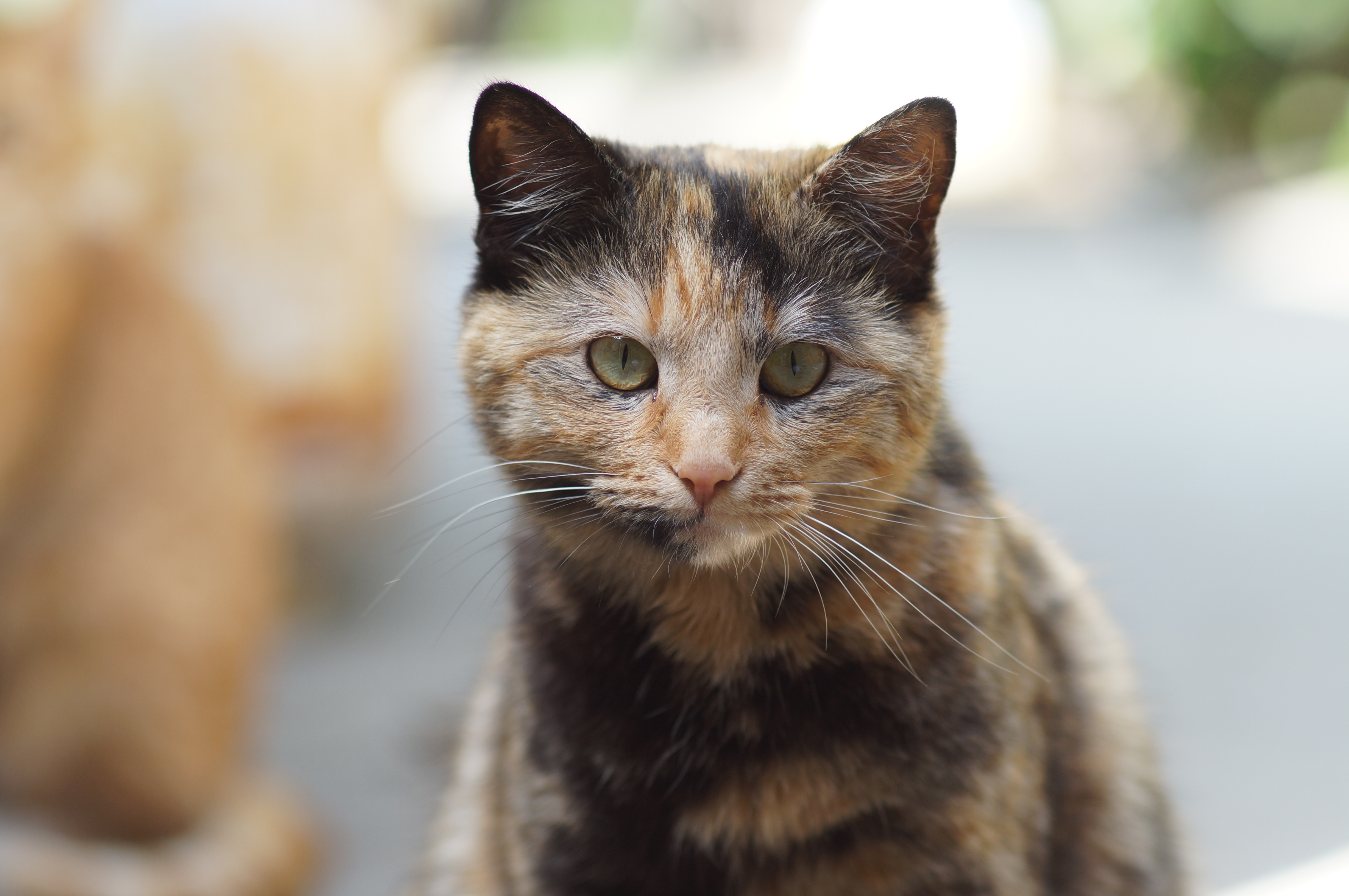
یک گربه لاک پشتی مو کوتاه خانگی. تک تک موهای سفید و تکه های موی رنگ روشن قابل مشاهده هستند، اما در مقایسه با تکه های نارنجی و سیاه کوچک هستند.
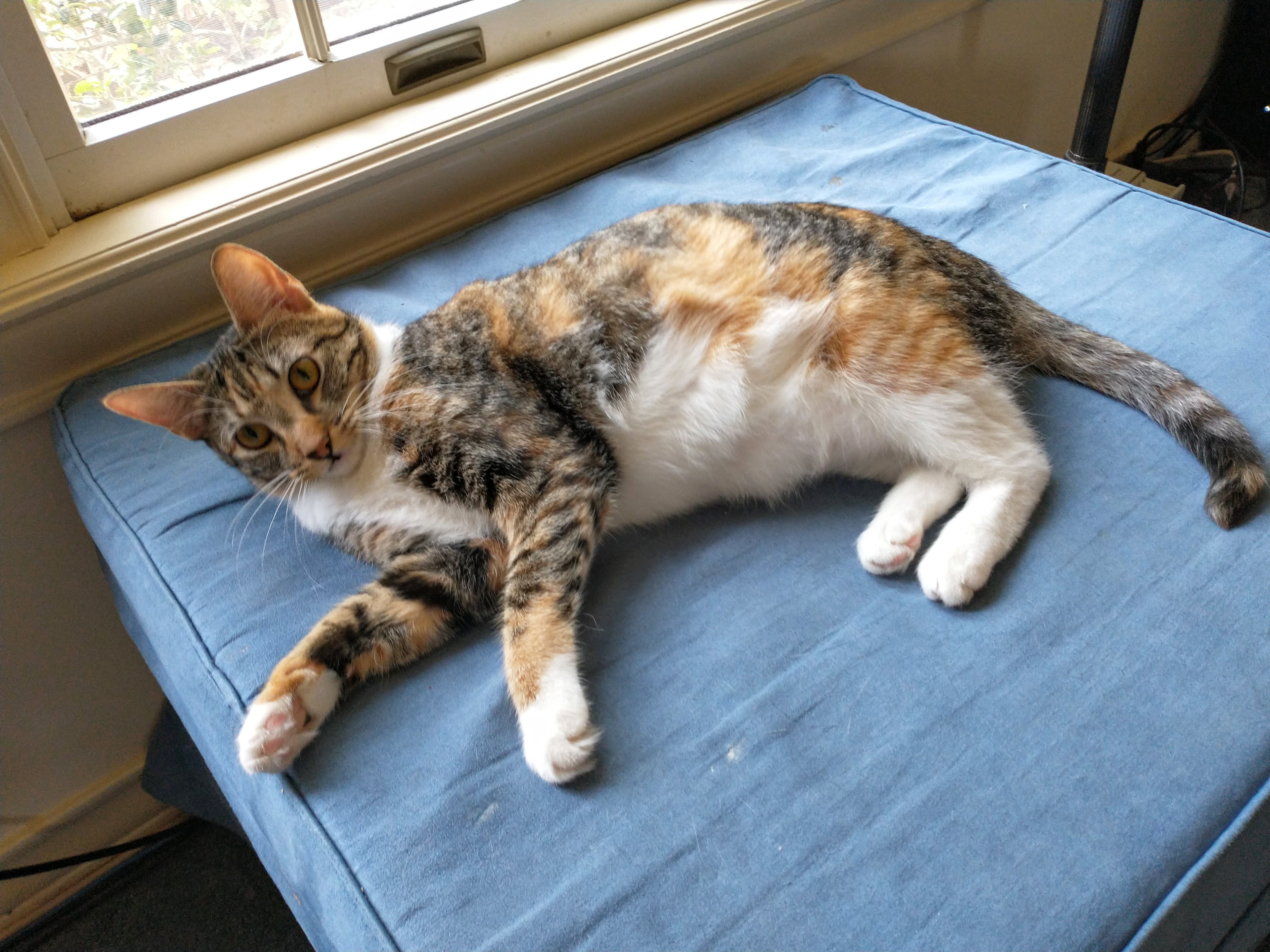
گربه تورتی با زیرپوش عمدتاً سفید، "کالیبی"
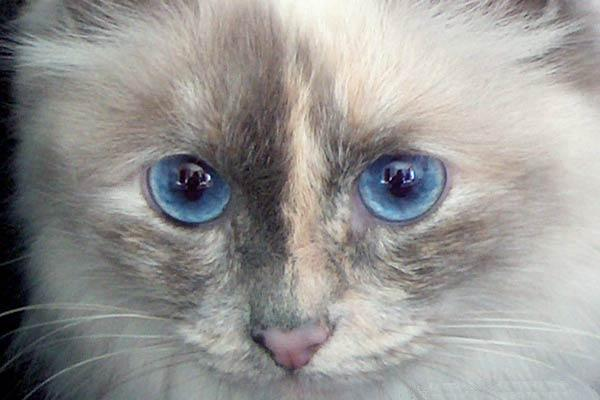
گربه بیرمن لاک پشت آبی
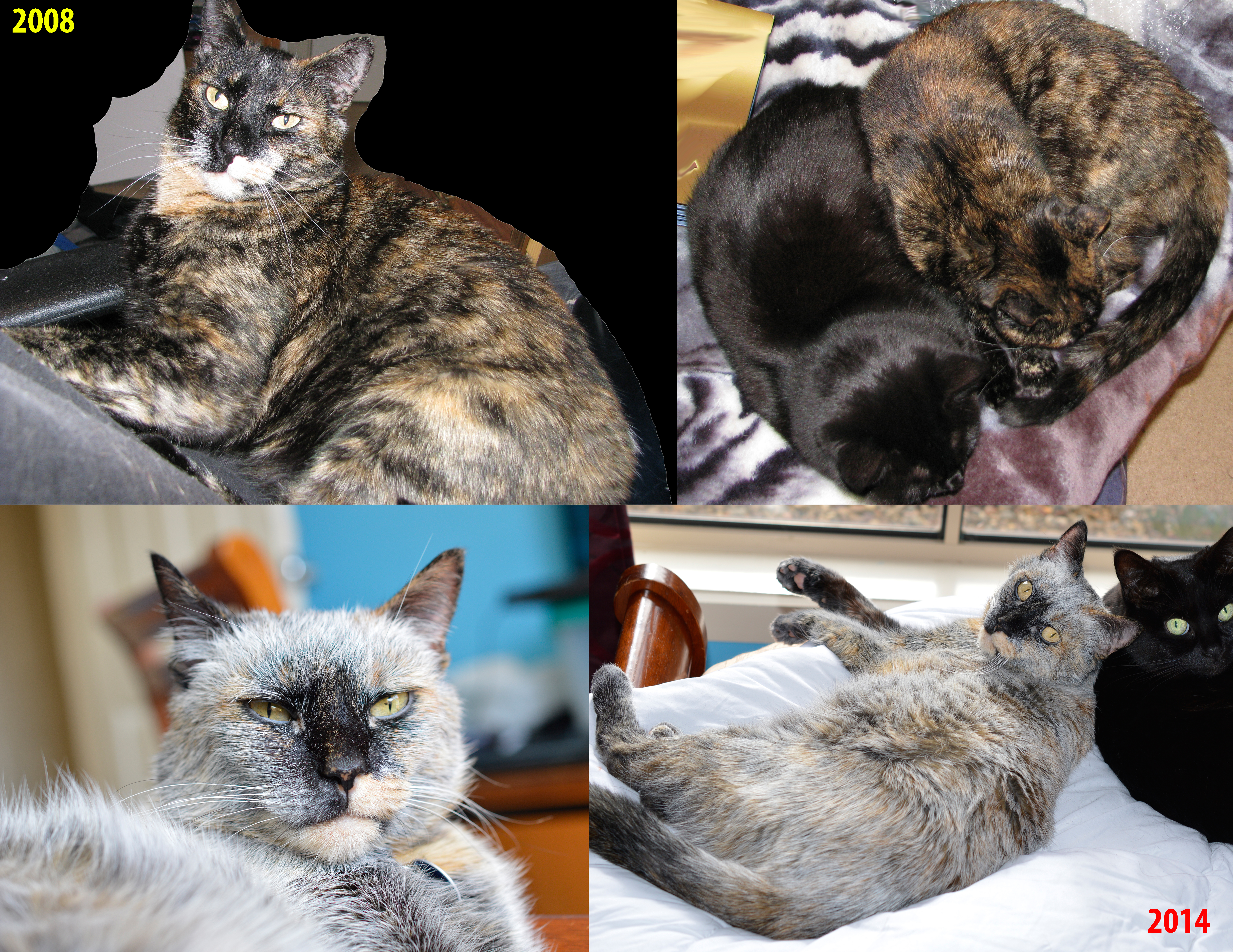
یک مورد شدید از مهاجرت آهسته ملانوسیت از پوست و خز گربه کالیکو سه رنگ.
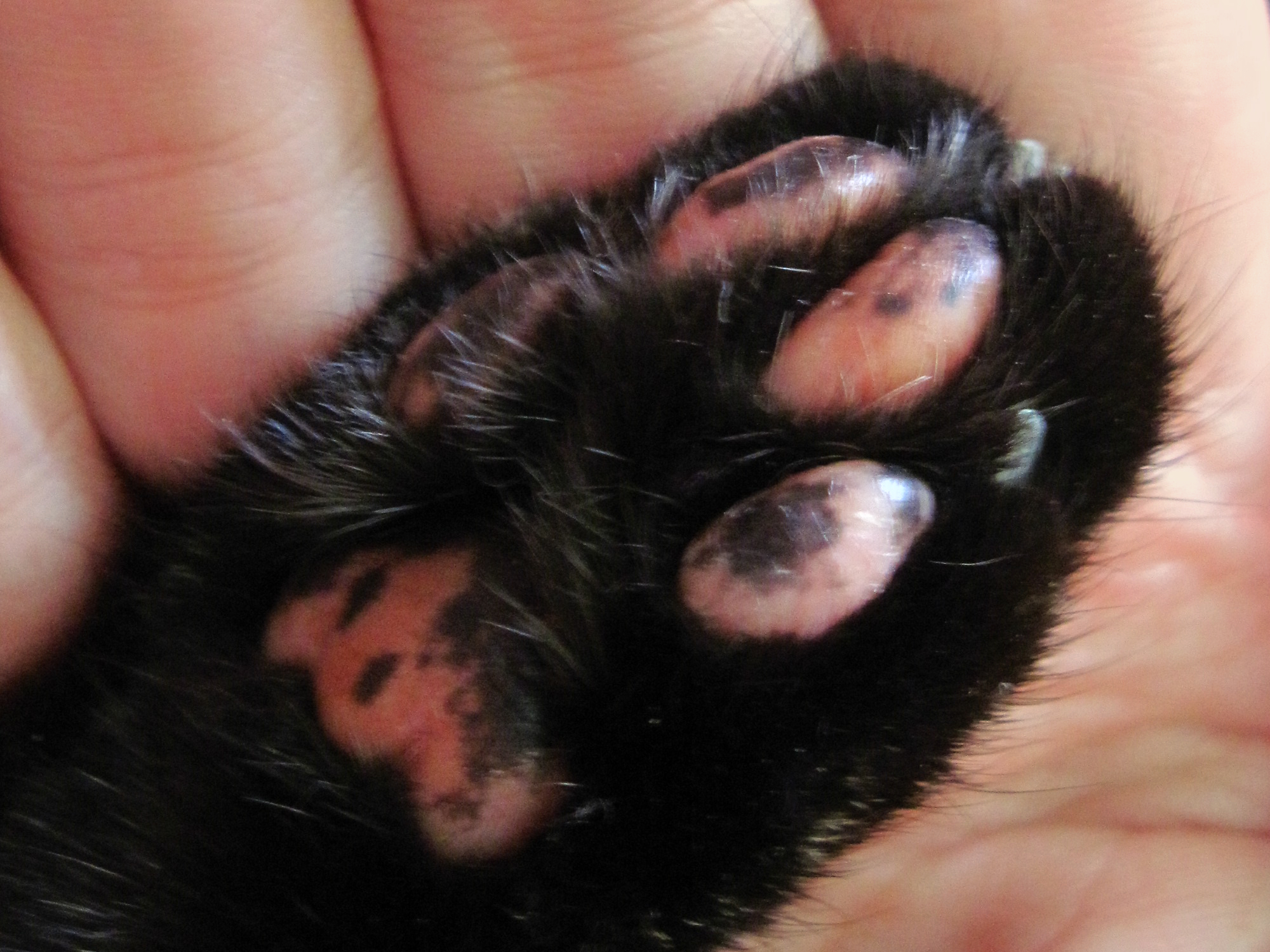
لکه های سیاه و قرمز روی بالشتک های یک گربه لاک پشتی
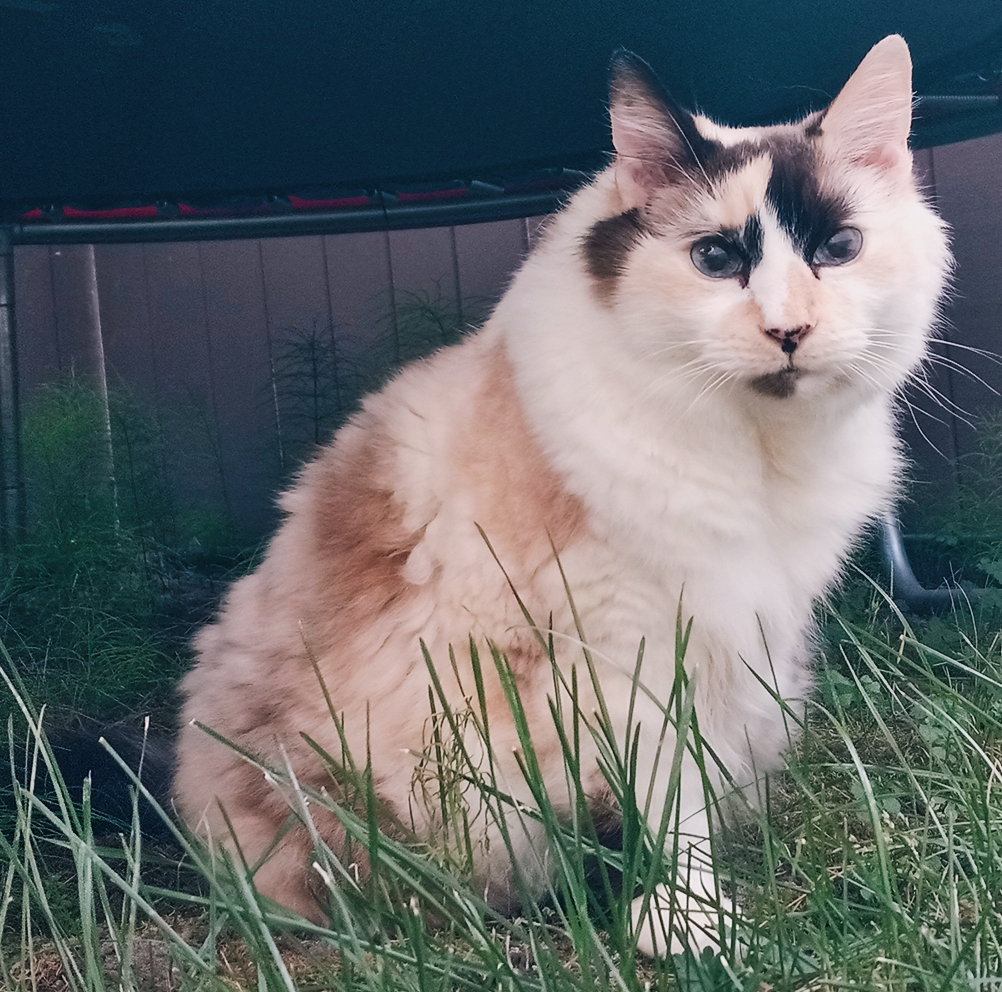
گربه لاک پشتی ماده ۱۶ ساله. در حالی که Tortie Ragdolls در واقع رنگ های کالیکو هستند، اما نام گذاری در توصیف رنگ ها و الگوهای این نژاد متفاوت است.

## همچنین ببینید
- گربه کالیکو
- گربه سفید ناشنوا
- گربه تابی